# Église Saint-Vérain de Lichères-sur-Yonne
L'église de Lichères-sur-Yonne est une église située à Lichères-sur-Yonne, dans le département français de l'Yonne, en France.

## Historique
L'édifice est inscrit au titre des monuments historiques en 1926.